# Раковица (Долж)
Раковица (рум. Racovița) насеље је у Румунији у округу Долж у општини Бралоштица. Oпштина се налази на надморској висини од 176 m.

## Становништво
Према подацима из 2002. године у насељу је живело 450 становника, од којих су сви румунске националности.